# Epimecia nelvai
Epimecia nelvai är en fjärilsart som beskrevs av Rothschild 1920. Epimecia nelvai ingår i släktet Epimecia och familjen nattflyn. Inga underarter finns listade i Catalogue of Life.